# Шуменска поща (вестник)
„Шуменска поща“ е бивш български седмичен вестник, излизал от 26 декември 1936 до 15 март 1943 г. в Шумен, в 414 броя. Буржоазно-патриотичен вестник, въздържан спрямо германофилския курс на правителството.
Определя се като „вестник за културен и стопански напредък на Шумен и околността му“. Излиза всеки присъствен вторник и събота. Главен редактор е Д. Радев, съредактор – Г.Николов. Печата се в печатница „Зора“ в Шумен, в тираж 1200 броя.
Първият брой на вестника излиза на 26 декември 1936 г. Изданието търпи промени през периода от 6 години, в който съществува. От бр. 257 подзаглавието е „вестник за култура, стопанство и общественост“, а от бр. 389 е променено на „следпразничен информационен вестник“.
„Шуменска поща“ излиза на 4 страници, изпъстрени с разнообразна информация. Типично за информационно издание, на първа страница е водещата новина. Обикновено е свързана с важно събитие от Шумен и околията или такова от национален или световен мащаб. Обявленията и отчетите, важни за местното население, са поместени на втора страница. На страница трета е рубриката „Стопански и политически преглед“, съдържаща седмичен обзор на актуалните събития от България и света.